# Kalala Ntumba
Kalala Ntumba (7 gennaio 1949 – 12 gennaio 2021) è stato un calciatore della Repubblica Democratica del Congo, di ruolo attaccante.

## Carriera
Insieme alla Nazionale di calcio della Repubblica Democratica del Congo si qualificò e partecipò al campionato del mondo 1974. Con il Vita Club ottenne un double nel 1972 e il triplete nel 1973, vincendo anche la Coppa dei Campioni d'Africa.

## Palmarès

### Club

#### Competizioni nazionali
- Linafoot: 2

Vita Club: 1972, 1973
- Coupe de République démocratique du Congo: 2

Vita Club: 1972, 1973

#### Competizioni internazionali
- CAF Champions League: 1

Vita Club: 1973